# Legacy Fighting Alliance
Legacy Fighting Alliance（レガシー・ファイティング・アライアンス、略称LFA）は、アメリカ合衆国の総合格闘技団体。

## 概要
2016年9月、Legacy Fighting Championship（Legacy FC）とResurrection Fighting Alliance（RFA）が合併して「Legacy Fighting Alliance」（LFA）を設立することが発表された。
2017年1月13日、Legacy Fighting Allianceの第1回大会が開催され、メインイベントではLegacy FC王者スティーブン・ピーターソン対RFA王者レアンドロ・イーゴによる、初代LFAバンタム級王座決定戦が行われた。

## ルール
NJSACB制定のユニファイドルールに準拠。

## 歴代王者
- 王座の変遷については「LFA王者一覧」を参照。